# کاش می‌ماندی (ترانه تیلور سوئیفت)
«کاش می‌ماندی» (انگلیسی: I Wish You Would) ترانه‌ای از خواننده-ترانه‌سرای آمریکایی تیلور سوئیفت است که در پنجمین آلبوم استودیویی او، ۱۹۸۹ (۲۰۱۴) منتشر شد. او این ترانه را با همکاری جک آنتونوف نوشت و تهیه کرد. آنتونوف این قطعه را با نمونه‌برداری اولیه از طبل‌های اسنر ترانهٔ گروه فاین یانگ کنیبلز به نام «او مرا دیوانه می‌کند» (۱۹۸۹) خلق کرد. این ترانه در سبک سینث پاپ و بابلگام است و متن آن دربارهٔ دو معشوقهٔ سابق است که دلتنگ یکدیگر هستند.
چندین منتقد عناصر تولیدی «کاش می‌ماندی» را به دلیل حس نوستالژیک دهه ۱۹۸۰ و در عین حال جدید بودن تحسین کردند، اما برخی دیگر آن را یکی از قطعات ضعیف‌تر سوئیفت دانستند. این ترانه در استرالیا و بریتانیا گواهی‌نامه‌هایی دریافت کرد. پس از مناقشه‌ای در سال ۲۰۱۹ دربارهٔ مالکیت کاتالوگ قدیمی سوئیفت، او این ترانه را به‌عنوان «کاش می‌ماندی (نسخه تیلور)» برای آلبوم بازضبط‌شده ۱۹۸۹ (نسخه تیلور) (۲۰۲۳) بازضبط کرد. ترانه بازضبط‌شده در بیلورد گلوبال ۲۰۰ به رتبه ۲۶ رسید و در کانادا، نیوزیلند و ایالات متحده به ۴۰ ترانه برتر راه یافت.

## پیش‌زمینه و تولید
تیلور سوئیفت تا زمان انتشار چهارمین آلبوم استودیویی‌اش، سرخ، در اکتبر ۲۰۱۲، به‌عنوان موسیقی‌دان کانتری شناخته می‌شد. این آلبوم شامل سبک‌های متنوع پاپ و راک در کنار سبک‌های کانتری آثار قبلی او بود. این موضوع باعث بحث رسانه‌ای دربارهٔ هویت سوئیفت به‌عنوان یک هنرمند کانتری شد. در اواسط سال ۲۰۱۳، او شروع به نوشتن آهنگ‌هایی برای آلبوم استودیویی بعدی خود کرد و خواستار کاوش بیشتر در سبک‌هایی بود که در سرخ گنجانده شده بودند.
با الهام از سینث پاپ دهه ۱۹۸۰، سوئیفت پنجمین آلبوم استودیویی خود را ۱۹۸۹ نام‌گذاری کرد، به نشانه سال تولدش، تا بازآفرینی هنری خود را نشان دهد و آن را به‌عنوان اولین «آلبوم پاپ رسمی» خود توصیف کرد. در ۱۹۸۹، سوئیفت با تهیه‌کنندگان جدیدی از جمله جک آنتونوف همکاری کرد، کسی که قبلاً با او در ترانه «شیرین‌تر از داستان» (۲۰۱۳) برای موسیقی متن فیلم یک شانس کار کرده بود. او دو قطعه برای نسخه استاندارد آلبوم تولید کرد: «بیرون از جنگل‌ها» و «کاش می‌ماندی».
برای «کاش می‌ماندی»، این ترانه با آزمایش آنتونوف و نمونه‌برداری از طبل‌های اسنر در تک‌آهنگ سال ۱۹۸۸ گروه فاین یانگ کنیبلز به نام «او مرا دیوانه می‌کند» آغاز شد. او نمونه را در آیفون برای سوئیفت پخش کرد و پس از شنیدن، آن را برایش فرستاد. سوئیفت سپس صداهای خود را در حین تور ضبط کرد و قطعه را به آنتونوف بازگرداند، و این دو با چشم‌انداز «نوعی تصویر بصری فیلم جان هیوز با حسرت» این ترانه را خلق کردند. «کاش می‌ماندی» توسط آنتونوف در استودیوهای لمبیز هاوس در بروکلین، نیویورک، و توسط سام هلند در کان‌وی رکوردینگ استودیوز در لس آنجلس، کالیفرنیا ضبط شد. مکس مارتین تهیهٔ آواز را در استودیو MXM بر عهده داشت. این قطعه توسط سربن غنا در استودیوهای میکس‌استار در ویرجینیا بیچ، ویرجینیا میکس شد و توسط تام کویین در استودیوی استرلینگ ساند در اج‌واتر، نیوجرسی مستر شد.

## متن و ترکیب‌بندی
«کاش می‌ماندی» ترانه‌ای بابلگام و سینث پاپ است که شامل یک استاکاتو دیسکو گیتار لیک، سینث‌های متراکم، و طبل‌های اسنر با صدای بلند است. سینث‌ها و طبل‌های اسنر در طول ترانه با آواز چندلایه و صدای درام در بند برگردان‌ها به اوج می‌رسند. سم لانسکی از تایم عناصر تولیدی را «طبل‌های پرشور و یک بیس‌لاین تیز» توصیف کرد، در حالی که مارک سویج از بی‌بی‌سی گیتار را «تکه‌تکه و بی‌امان» توصیف کرد. اسپنسر کورنهابر از دی آتلانتیک گفت که در این ترانه، سوئیفت با یک کادانس نامنظم بر فراز گیتارهای پرجنب‌وجوش می‌خواند.
منتقدان تولید این ترانه را با موسیقی دیگر هنرمندان مقایسه کردند؛ متیو هورتون از ان‌ام‌ئی گفت که ضرب‌های درام و سینث‌های سنگین یادآور سبک آلبوم خام و پخته گروه فاین یانگ کنیبلز (۱۹۸۹) است، میکائیل وود از لس آنجلس تایمز صداهای طبل اسنر تولیدشده به‌صورت دیجیتال را به ترانه «پادشاه آرزوهای واهی» گروه گو وست (۱۹۹۰) مرتبط دانست، و برخی دیگر مقایسه‌هایی با هایم انجام دادند. آنی گالوین از اسلنت مگزین شباهت به‌هایم را به ساخت دینامیک این ترانه نسبت داد، و مارا ایکین از دی ای.وی. کلاب تولید را یادآور موسیقی متن فیلم مانکن دو: در حرکت (۱۹۹۱) دانست.
متن «کاش می‌ماندی» حسرت در یک رابطه را به تصویر می‌کشد. سوئیفت گفت که بخشی از ترانه از دیدگاه یک معشوق دل‌تنگ روایت می‌شود که شب‌هنگام از مقابل خانه معشوقه سابقش می‌گذرد، فکر می‌کند که او از او متنفر است اما در واقع هنوز عاشق اوست. بخش‌های دیگر ترانه از دیدگاه معشوقه روایت می‌شود و شرح می‌دهد که او نیز از پایان رابطه پشیمان است. ترانه با دیدن معشوق توسط شخصیت سوئیفت در ساعت ۲ بامداد از پشت پنجره آغاز می‌شود. در طول آهنگ، این دو شخصیت احساسات خود را بیان می‌کنند، اما نه به یکدیگر. ساشا گفن از کانسیکوئنس گفت که رابطه موردنظر به‌گونه‌ای دراماتیک است که نیازی به آن ندارد. به گفته آنی زالسکی، ترانه با ابهام به پایان می‌رسد: مشخص نیست که آیا این زوج آشتی می‌کنند یا جدا می‌مانند. سوئیفت در تامبلر به اشتراک گذاشت که این ترانه نوعی «قطعه خواهر» برای «خارج از جنگل» و «الان همه‌چیز تموم شد؟» (۲۰۲۳) است.